# Aristarkh Lentulov

Aristarkh Lentulov

Aristarkh Lentulov (Аристарх Васильевич Лентулов; 16 January 1882 - 15 April 1943)  foi um pintor, designer gráfico, cenógrafo e professor de arte russo. Foi membro do grupo de vanguarda Valete de Diamantes e Sociedade Moscovita de Artistas (OmKh).

## Biografia
Aristarkh Lentulov nasceu na cidade de Nizhny Lomov, na província de Penza, na Rússia, no seio da família de um padre rural. Estudou arte em Penza de 1898 a 1900 e na Escola de Arte de Kiev de 1903 a 1905, e depois no estúdio privado de Dmitry Kardovsky em São Petersburgo em 1906.
Foi viver para Moscovo a partir de 1908, e aí conheceu jovens artistas aspirantes Mikhail Larionov, Natalia Goncharova, Pyotr Konchalovsky, Ilia Mashkov, Vasily Rozhdestvensky, Robert Falk, Aleksandr Vasilevich Kuprin (pintor) que foram recentemente expulsos da Escola de Pintura, Escultura e Arquitetura de Moscovo por adotarem as últimas tendências ocidentais na arte e seguirem o estilo de Auguste Renoir, Henri Matisse, Paul Gauguin, Paul Cezanne, Pablo Picasso, Henri Rousseau, André Derain. Viram estas telas francesas e alemãs nos luxuosos palácios dos colecionadores de Moscovo Sergei Shchukin e Ivan Morozov, para onde os seus mentores Konstantin Korovin e Valentin Serov as levaram. 
Privados de todo o apoio e abandonados à sua sorte, eles, pelo contrário, sentiam que os seus poderes criativos tinham sido libertados, pois agora já não dependiam de tudo o que até então os acorrentava e atrapalhava. Decidiram então fazer um movimento ousado, proclamando a criação de um novo estilo na pintura russa e declarando-se apóstolos desse novo estilo. Como eram rejeitados oficialmente perseguidos, uniram-se num grupo com o nome provocatório Valete de Diamantes, que foi inventado por Mikhail Larionov e Aristarkh Lentulov, que na tradição clássica russa significava rebelião, desobediência, desafio e audácia da juventude, uma ruptura total com tudo o que existia no reino da pintura da época - e este grupo estava destinado a tornar-se o fenómeno mais marcante e significativo na pintura russa do séc. 
De 1910 a 1911, Lentulov foi para França estudar no atelier de Henri Le Fauconnier e na Académie de La Palette em Paris. Sentiu-se atraído pelo Orfismo influenciado pelo artista francês Robert Delaunay. Enquanto esteve em França, conheceu pintores franceses contemporâneos como Albert Gleizes, Jean Metzinger, Fernand Léger e Robert Delaunay e, após absorver os princípios fauvistas e cubistas, desenvolveu o seu próprio estilo único e colorido de pintura. Mais tarde, após o seu regresso à Rússia em 1912, tornou-se uma grande influência no que viria a ser o futurismo russo e em particular o cubo-futurismo. Wassily Kandinsky e Kazimir Malevich foram ambos influenciados por ele. 
Lentulov formou também um outro grupo, com Vladimir Mayakovsky e Kazimir Malevich, chamado Lubock de hoje (Segodnyashnii Lubok). Produziram arte satírica que era anti-Áustria e anti-Alemanha. A arte foi inspirada no folclore russo e na arte lubok. A arte de Lentulov foi fortemente inspirada pela arquitetura tradicional e popular russa. 
Desde a Revolução Russa de 1917, Lentulov esteve ativamente envolvido em vários projetos teatrais, desenhando peças no Teatro Kamerny (As Alegres Comadres de Windsor, 1916) e contribuindo com cenários para uma produção de Prometeu de Alexander Scriabin no Teatro Bolshoi em 1919. 
Em 1928, Lentulov entrou para a Sociedade de Artistas de Moscovo, que incluía artistas anteriormente associados ao grupo Valete de Diamantes. Tornou-se presidente da Sociedade e começou também a lecionar na escola técnica e de arte estatal russa (VKhUTEMAS). 
Lentulov morreu em Moscovo e está sepultado no Cemitério de Vagankovo.

## Galeria

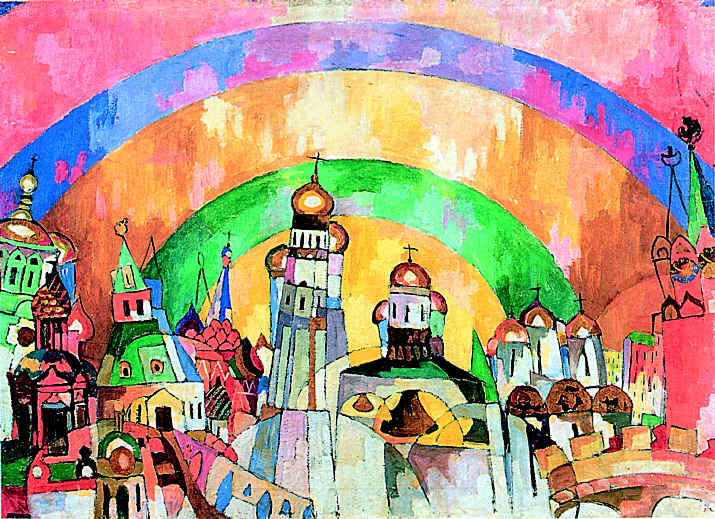
Sino celeste
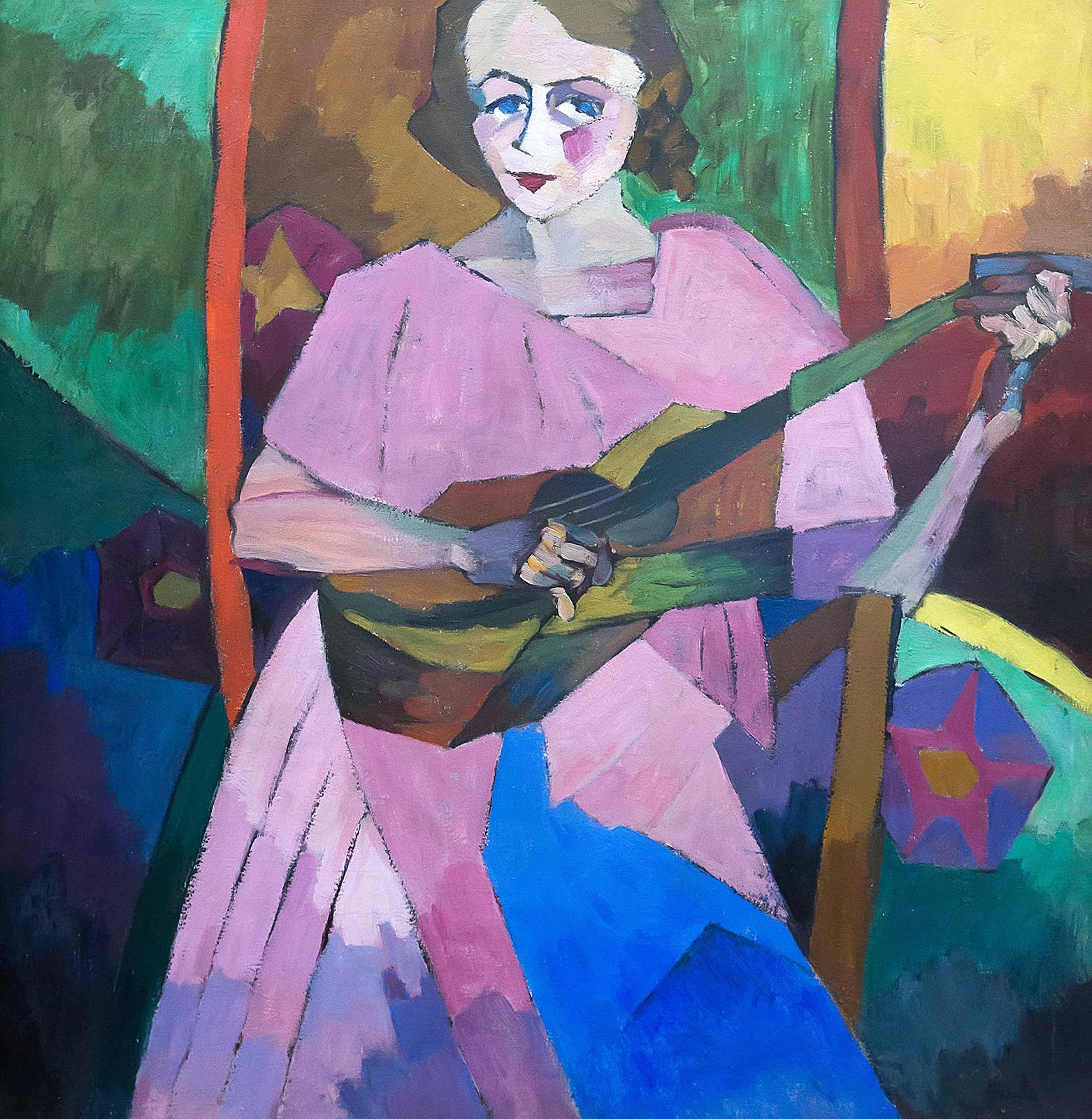
Mulher com Guitarra, 1913
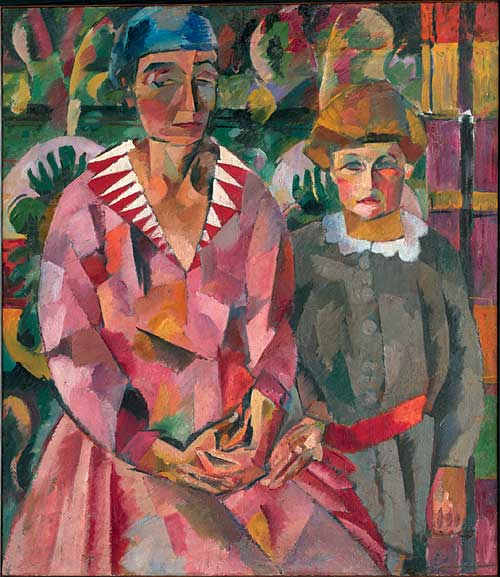
Retrato da mulher e filha do artista, 1915
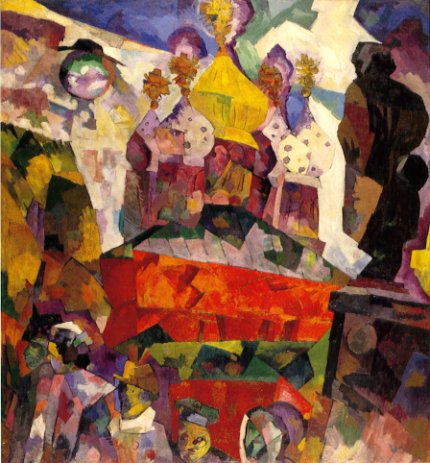
Tverskoi Boulevard , 1917
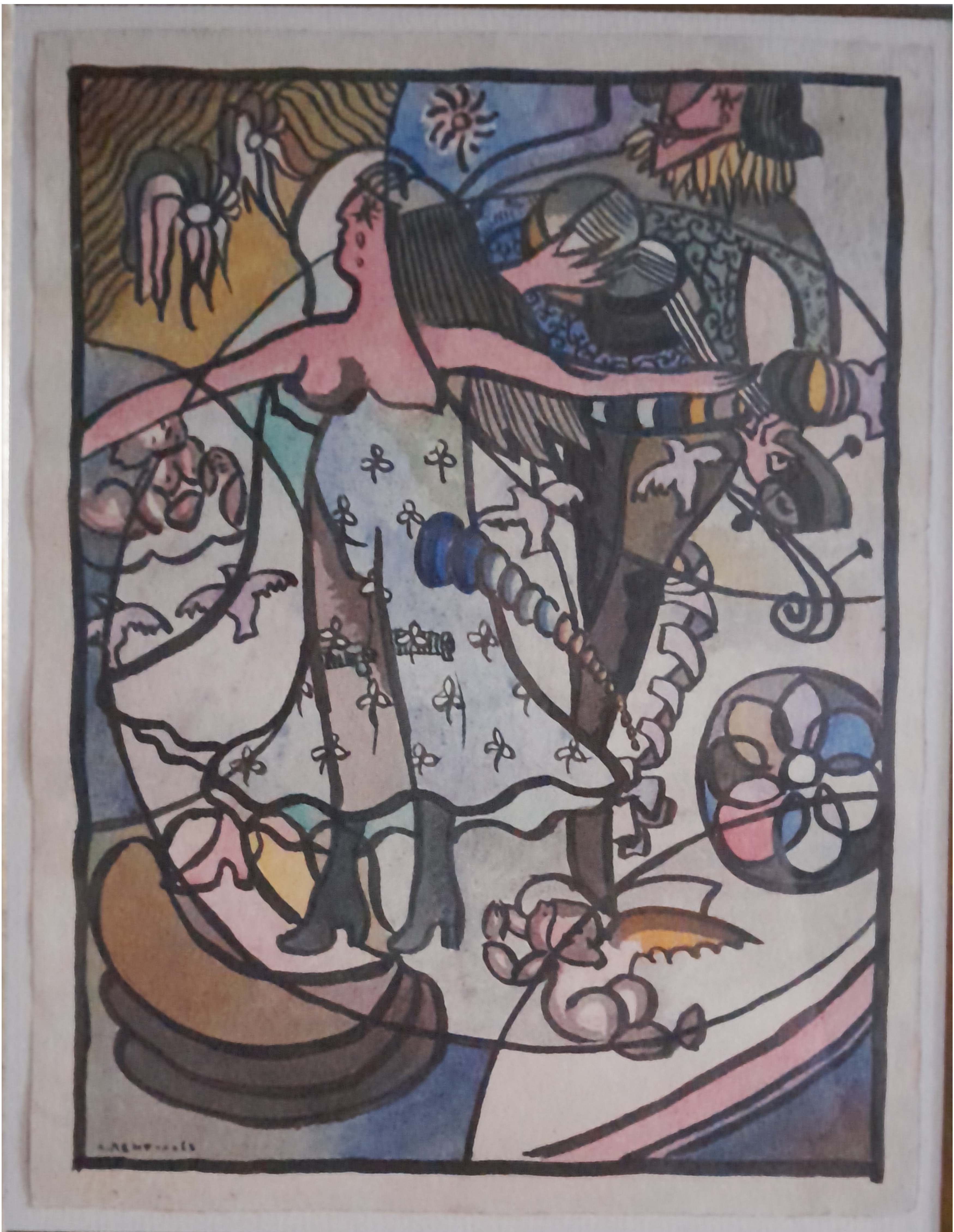
Composição alegórica Esperança. Série "1812" . 1915.
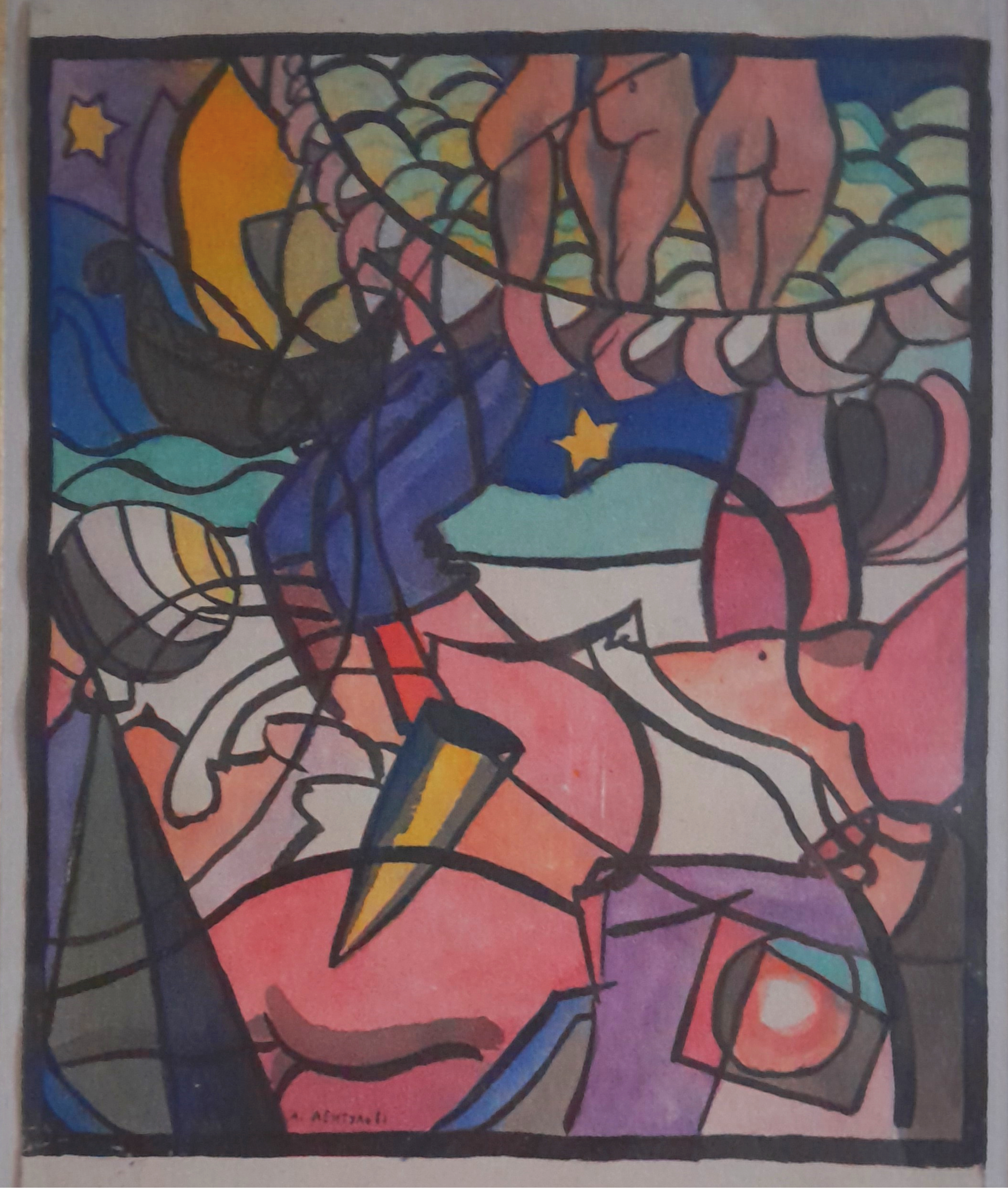
Composição alegórica com uma bala. Série "1812"  (1915)
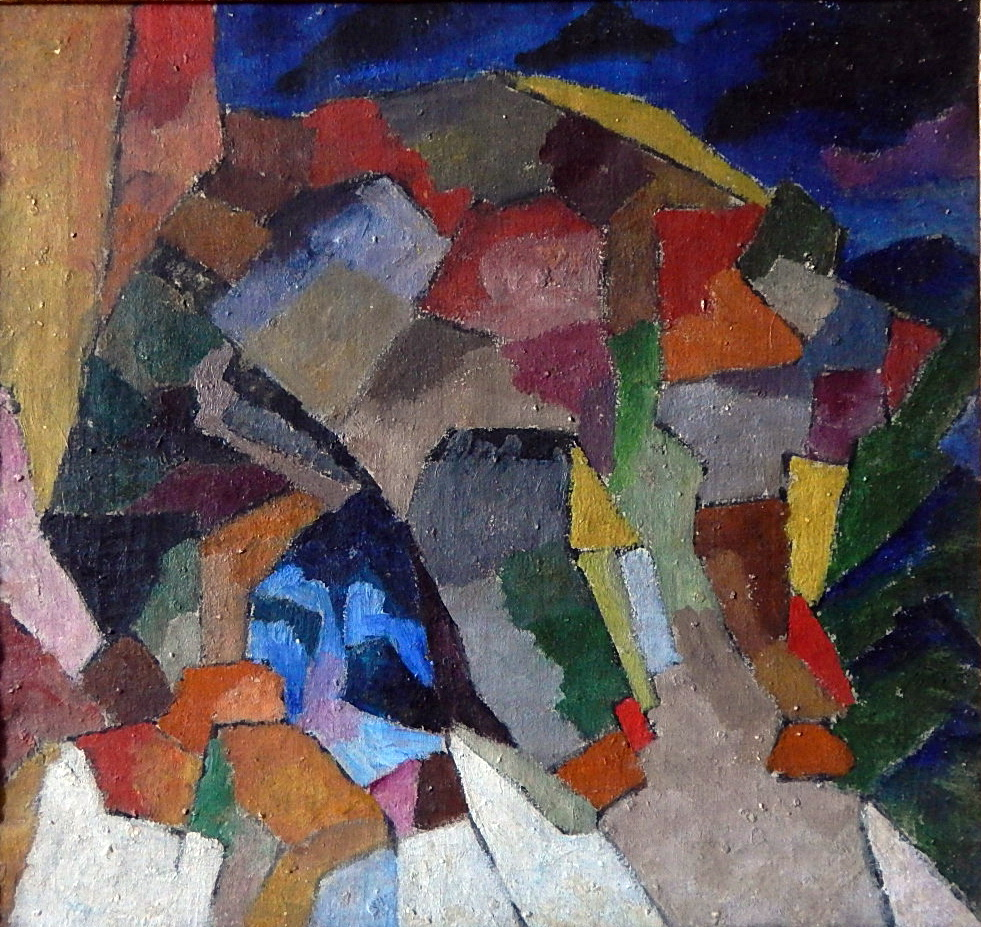
"Rochas em Kislovodsk", 1913
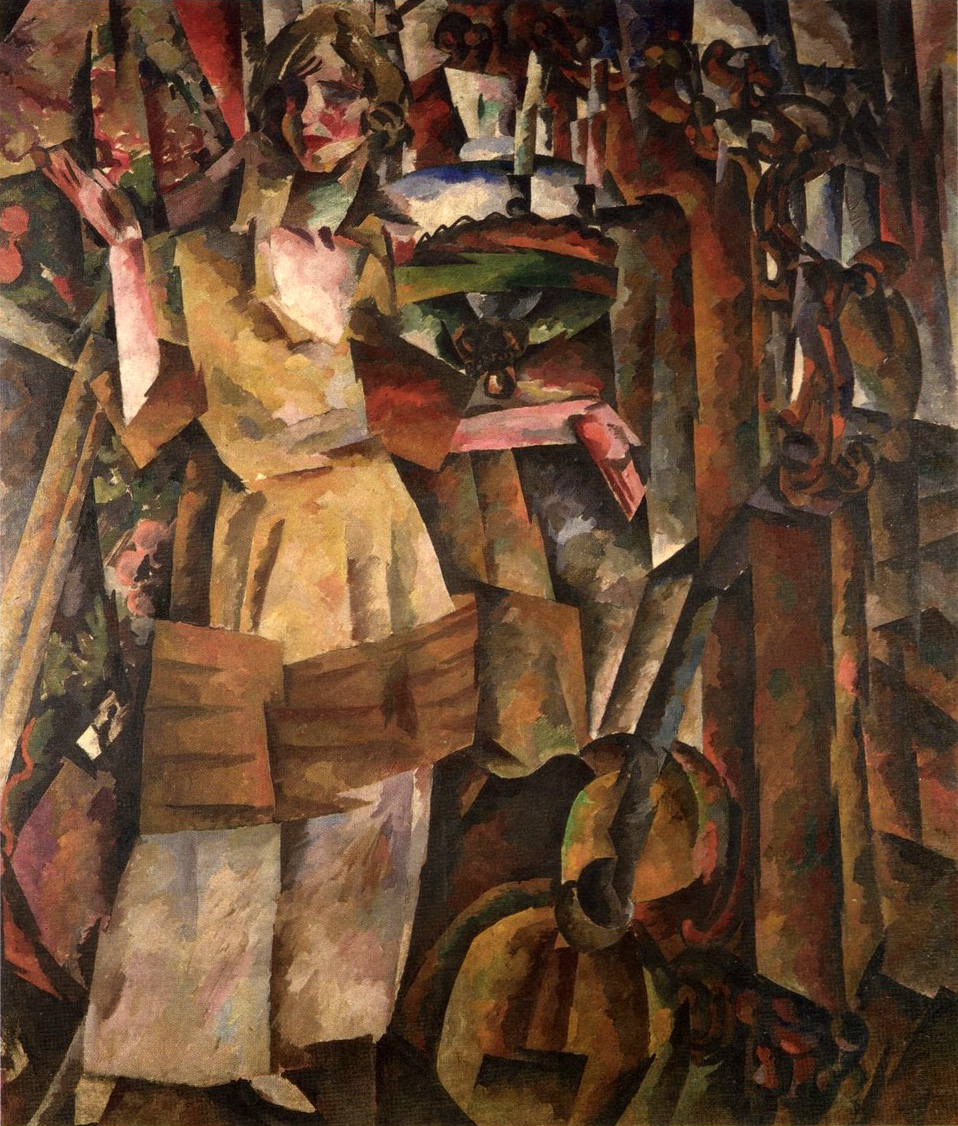
"Artista teatro Aleksandra Khokhlova", 1919